# 西口輝
西口 輝（にしぐち てる、本名：西口 輝（にしぐち あきら）、1991年1月14日 - ）は、日本の俳優である。
長崎県佐世保市出身。ライトハウス (芸能事務所)所属。

## 来歴
大学在学中の2009年（平成21年）4月から2013年（平成25年）3月までFMさせぼにてラジオパーソナリティを毎週3番組、計4年担当。
上京後、俳優養成所『アクターズクリニック』にて演技を学び、マセキ放送作家スクールでネタ作りを学ぶ。
その他にも演出、脚本、司会、リポーターなどの活動を行っている。

## 出演

### テレビ
- 行列のできる法律相談所（2016年、日本テレビ）
- ものまねグランプリ（2017年、日本テレビ）
- これ誰?!偉人伝 ナニした!?大調査団（2017年、朝日放送）

### CM
- Indeed〜サッカー好き サポーター編〜 (2018年)
- AJINOMOTO  『Cook Do 青椒肉絲』『丸鶏ガラスープ』(2018年)

### 映画
- BRAVE HEARTS 海猿（2012年）
- ごちそう（2016年）
- 嘘告（2016年）
- キスタバコ（2016年）
- 弔（2017年）
- 缶蹴り （2017年）
- Robu（2018年）
- 季節の声 （2018年）
- ばんどまん（2018年）

### 舞台
- マセキ芸能社主催 お笑いオリーブゴールド（2013年）
- お笑いLIVEガチャ!!（2013年）
- 嬲（2015年9月、0LIMIT、新宿シアターブラッツ） - 神山祐樹 役
- MONSTERS INTRODUCT（2015年12月、劇団 小童家、テアトルらぽう） - 池田卓 役
- Screw You!!（2016年1月、イルカ団、中目黒ウッディシアター） - 妹尾肇 役
- さよなら、喜劇王（2016年2月、かたりべ×0LIMIT、BOXinBOXシアター） - 城ミチル 役
- Roman to Rock（2016年6月、0LIMIT、テアトルBONBON） - 阿部慎太郎 役
- コントロール（2016年10月、0LIMIT、高田馬場ラビネスト） - 宮本千尋 役
- 愛愛愛の愛（2017年2月、0LIMIT、BIG TREE TEATRE） - 金田一 役
- 大伴家持 『剣に歌に、夢が翔ぶ』 （2017年12月、中野ZEROホール 大劇場）-兵士役[3]

### ラジオ
- FMさせぼラジオパーソナリティ（2009年 - 2013年）
- FMうしくうれしく放送ラジオパーソナリティ（2018年 - 2019年）